# Пентагідрит
Пентагідрит (рос. пентагидрит; англ. pentahydrite; нім. Pentahydrit m) — мінерал, п'ятиводний сульфат магнію острівної будови.
Від грецьк. «пенте» — п'ять і «гідро» — вода (C.Frondel, 1948).

## Загальний опис
Хімічна формула: Mg[SO4]•5H2O.
Містить (%): MgO — 19,15; SO3 — 38,07; H2O — 42,78. Mg заміщається Cu.
Сингонія триклінна. Пінакоїдальний вид.
Густина 1,718.
Колір блакитний, світло-зелений.
Знайдений разом з халькантитом, пікерингітом в ряді родов. США та в родов. Капакірі (пров. Тарапака, Чилі).

## Різновиди
Розрізняють:
- пентагідрит мідно-цинковистий (різновид пентагідриду, який містить до 9 % CuO і до 6 % ZnO).